# لودویگسهافن
لودویگسهافن شهری در جنوب شرق ایالت راینلاند-فالتز آلمان است. از این شهر بزرگراه‌های زیادی می‌گذرند. این شهر به خطوط راه‌آهن آلمان متصل است.

## نگارخانه

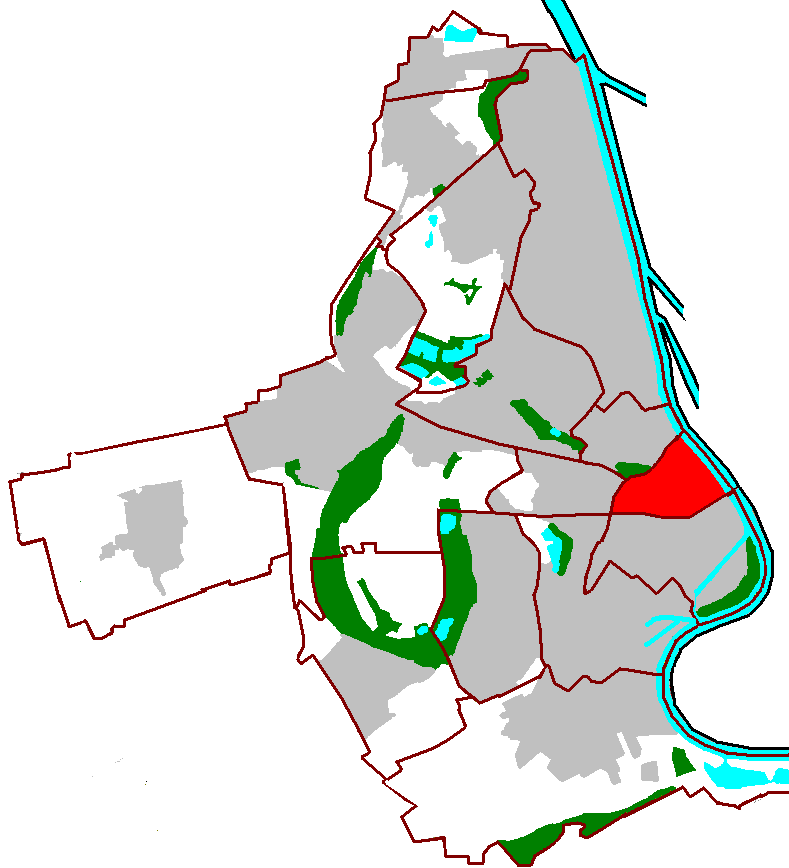
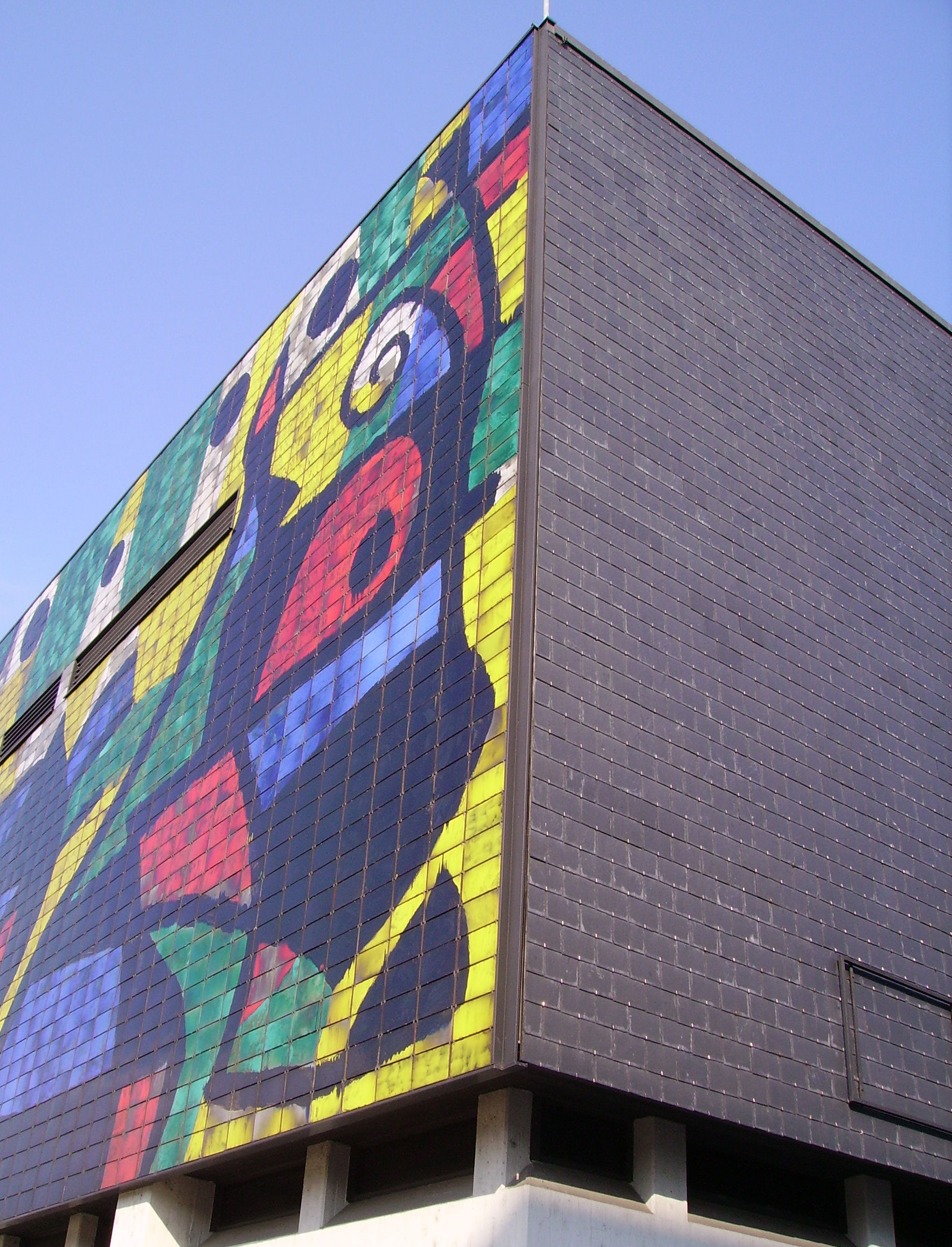
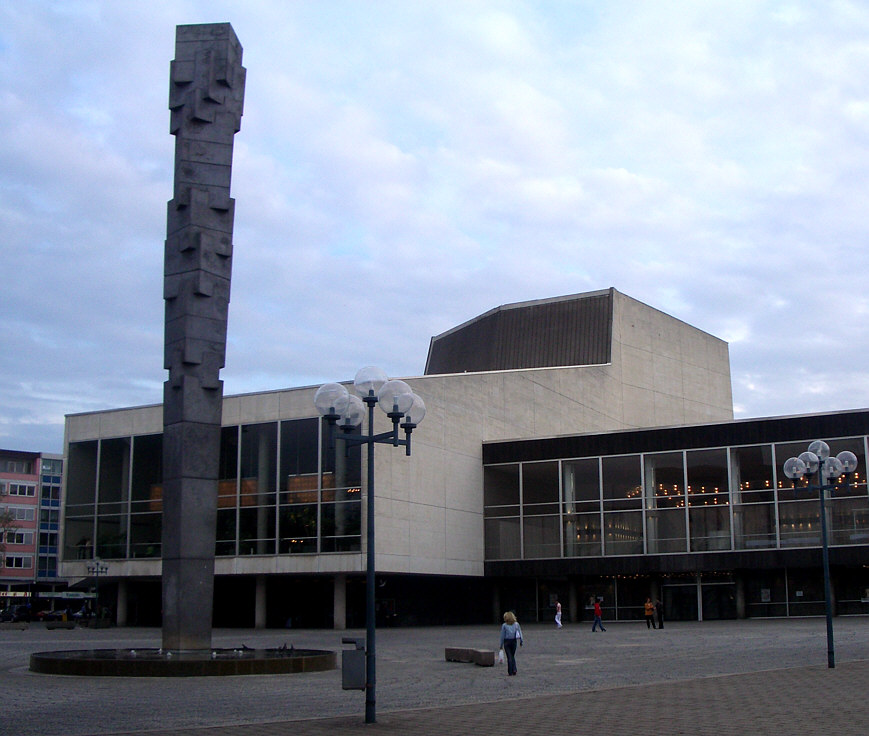
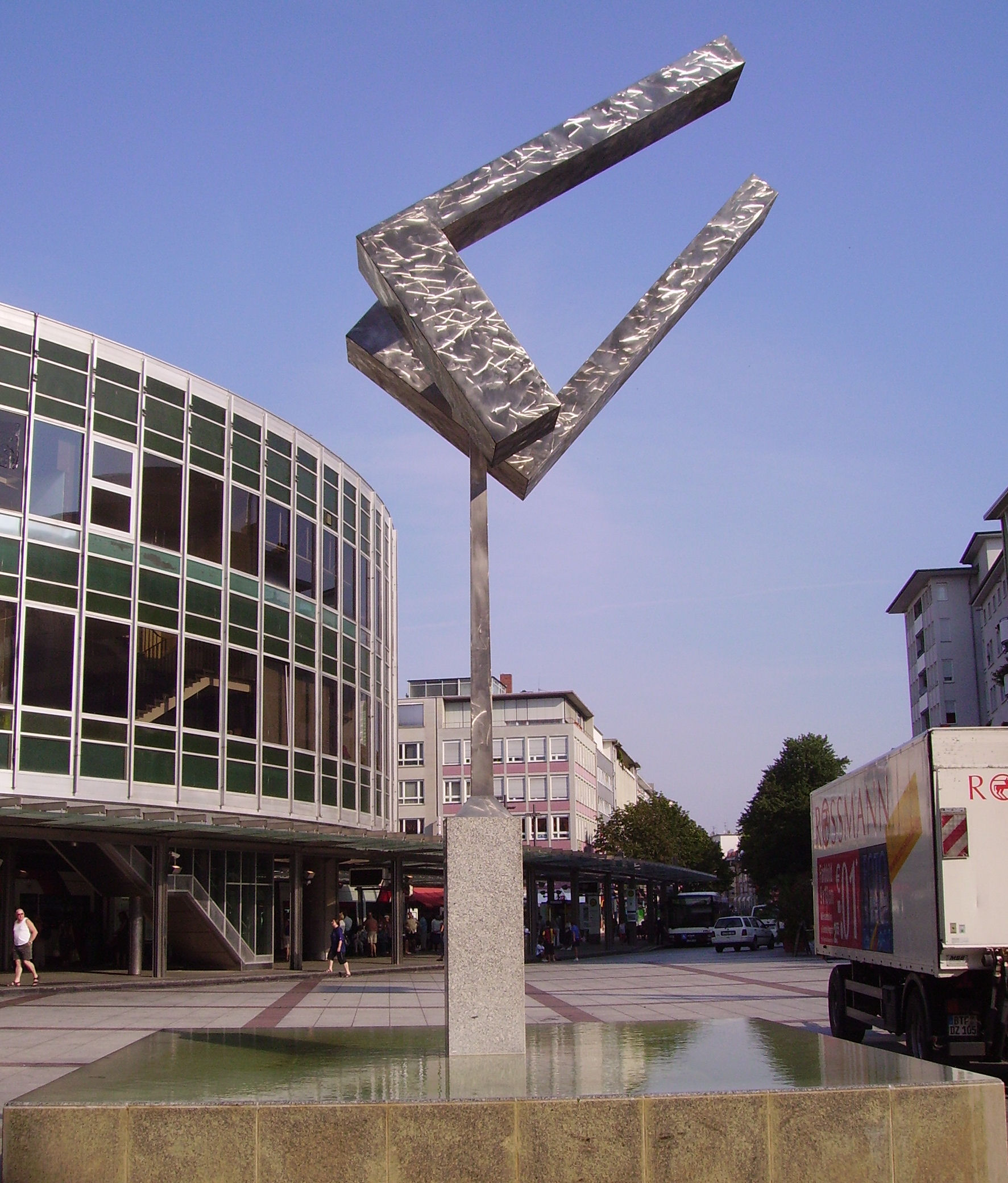